# Arguijo (Salamanca)
Arguijo es un despoblado español del municipio de Las Veguillas, perteneciente a la provincia de Salamanca, en la comunidad autónoma de Castilla y León.

## Historia
Hacia mediados del siglo XIX, el lugar, por entonces referido como una alquería ya sujeta a Las Veguillas, tenía contabilizada una población de cuatro habitantes. Aparece descrito en el segundo volumen del Diccionario geográfico-estadístico-histórico de España y sus posesiones de Ultramar de Pascual Madoz con las siguientes palabras:

ARGUIJO: alq. sujeta al ayunt. de las Veguillas y al beneficio curado de Canillas de Torneros, en la prov., part. jud. y dióc. de Salamanca (5 leg.): sit. cerca del r. Valmuza: linda por N. con Esteban-Isidro, E. con Zempron, S. con Pedro Llen, y O. con Olmedilla; y su térm. que fué propio del cabildo catedral de Salamanca, se estiende 1/4 leg. de N. á S., 1/2 de E. á O. y 1 1/2 de circunferencia: es terreno de pasto y labor compuesto de cortinas y tierras de secano de tres calidades, que se siembran cada tercer año: el monte alto de encina y carrasco, ocupa una estension de mas de 500 fan. y hasta 742 todo lo demas: prod. trigo, centeno, pastos y ganados: pobl. 1 vec., 4 hab. dedicados á la agricultura y ganaderia.
(Madoz, 1845, p. 554)

En 2022, no tenía empadronado ningún habitante.